# Contre Celse
Contre Celse est un traité polémique composé en grec par Origène, théologien et Père de l'Église, vers 248. Ce texte majeur de l'apologétique chrétienne vise à réfuter un ouvrage du philosophe païen Celse, intitulé Discours véritable contre les chrétiens (178).

## Contexte historique
Contre Celse est le dernier grand ouvrage d'Origène. L'auteur l'a rédigé à Césarée de Palestine, où il a passé la deuxième partie de sa vie (il avait vécu, auparavant, à Alexandrie). Vers le milieu du IIIe siècle, les chrétiens connaissent une période de paix « mais de nouveaux troubles surgissent à l'horizon : on a même tenu que le Contre Celse avait été occasionné par le jubilé du millénaire de Rome (247-248), celui-ci donnant lieu à un sursaut de la religion traditionnelle [païenne] et contribuant ainsi à ranimer l'hostilité des païens vis-à-vis des chrétiens ».
« Origène répondait en fait au vœu de son ami Ambroise, qui lui avait demandé de réfuter le Discours véritable du philosophe Celse ». « Ambroise, riche Alexandrin à l'affût de toutes les nouveautés religieuses, protecteur d'Origène, dont il a favorisé les études, découvrit par hasard le livre de Celse environ soixante-dix ans après sa parution et l'envoya à son ami, avec prière instante de le réfuter ».
« L'ouvrage répond à la première attaque construite et systématique d'un philosophe païen contre le christianisme » ; il constitue le début d'une série d'apologies rédigées par des auteurs chrétiens en réaction contre les critiques anti-chrétiennes formulées notamment par le philosophe néo-platonicien Porphyre de Tyr (IIIe – IVe siècles), ou par l'empereur Julien (IVe siècle) (auteur d'un livre intitulé Contre les Galiléens, auquel répondra Cyrille d'Alexandrie dans son Contra Julianum).

### Traduction française
Origène, Contre Celse, Tome I (Livres I et II) et tome II (Livres III et IV). Introduction, texte critique, et notes par Marcel Borret, éd. du Cerf, 1967-1969.

### Études
- Michel Fédou, Christianisme et religions païennes dans le Contre Celse d'Origène, Beauchesne, 1988 ; on y trouve une bibliographie concernant spécifiquement le Contre Celse p. 22-25.
- (de) Christiana Reemts OSB, Vernunftgemäßer Glaube. Die Begründung des Christentums in der Schrift des Origenes gegen Celsus, éd. Borengässer, Bonn, 1998,  (ISBN 978-3-923946-38-9) (thèse)